# Nippononethes kuramotoi
Nippononethes kuramotoi är en kräftdjursart som först beskrevs av Nunomura1983.  Nippononethes kuramotoi ingår i släktet Nippononethes och familjen Trichoniscidae. Inga underarter finns listade i Catalogue of Life.